# Klenovac (Perušić)
Klenovac falu Horvátországban Lika-Zengg megyében. Közigazgatásilag Perušićhoz tartozik.

## Fekvése
Otocsántól légvonalban 22 km-re közúton 30 km-re délkeletre, községközpontjától légvonalban 5 km-re közúton 5 km-re északnyugatra, az 50-es számú főúttól és az A1-es autópályától nyugatra fekszik

## Története
A terület 1689-ben szabadult fel a százötven évi török uralom alól. A szabaddá vált területre katolikus horvátok és pravoszláv vlachok települtek, akik határőrszolgálatot láttak el. Az otocsáni ezred perušići századához tartoztak. A falunak 1857-ben 264, 1910-ben 358 lakosa volt. A trianoni békeszerződés előtt Lika-Korbava vármegye Perušići járásához tartozott. Ezt követően előbb a Szerb-Horvát-Szlovén Királyság, majd Jugoszlávia része lett. 1991-ben lakosságának 81 százaléka horvát, 17 százaléka szerb nemzetiségű volt. 1991-ben a független Horvátország része lett. 2011-ben 32 lakosa volt, akik földműveléssel, állattartással foglalkoznak.

## Lakosság
| Lakosság változása | Lakosság változása | Lakosság változása | Lakosság változása | Lakosság változása | Lakosság változása | Lakosság változása | Lakosság változása | Lakosság változása | Lakosság változása | Lakosság változása | Lakosság változása | Lakosság változása | Lakosság változása | Lakosság változása | Lakosság változása |
| ------------------ | ------------------ | ------------------ | ------------------ | ------------------ | ------------------ | ------------------ | ------------------ | ------------------ | ------------------ | ------------------ | ------------------ | ------------------ | ------------------ | ------------------ | ------------------ |
| 1857               | 1869               | 1880               | 1890               | 1900               | 1910               | 1921               | 1931               | 1948               | 1953               | 1961               | 1971               | 1981               | 1991               | 2001               | 2011               |
| 264                | 300                | 280                | 280                | 307                | 358                | 371                | 287                | 84                 | 187                | 177                | 151                | 116                | 97                 | 46                 | 32                 |